# Miloš Živković (cầu thủ bóng đá, sinh tháng 12 năm 1984)
Miloš Živković (Милош Живковић; sinh 1 tháng 12 năm 1984) là một cầu thủ bóng đá chuyên nghiệp.

## Sự nghiệp
Živković đi qua tất cả sự lựa chọn ở Radnički Niš và kiên nhẫn chờ đợi một suất trong đội một. Năm 2004, Miloš được cho mượn tại Železničar trong hai năm, sau đó chơi cho câu lạc bộ Gomel của Belarus trước khi chuyển đến Sinđelić Niš, Novi Pazar, Jagodina, Metalac và Rabotnički. Sau đó, anh trở về FK Radnički Niš.
Vào mùa hè 2017, Živković ký hợp đồng với Bačka Bačka Palanka.